# 大浪泵社
大浪泵社，又名巴浪泵社，為18世紀前，台灣平埔族凱達格蘭族的一支系部落。

## 範圍
大浪泵社活動範圍約為現今台北市的大龍峒與圓山一帶，實際上，台北市的大同區、大龍峒或圓山舊名大龍峒山，皆源自大浪泵社的閩南語音譯。而現今，Daronpon仍是台北市大龍街的音譯名稱。

## 文獻考據
大浪泵社首有文獻記載出現於荷蘭人1654年所繪的《大臺北古地圖》。後來因為康熙大地震，該地圖所描述的居住地與該地地貌與1697年郁永河《裨海記遊》、1704年的《康熙皇輿全覽圖》及之後的1722年的《番俗六考》等都有所出入。不過，俱信該社活動範圍不脫基隆河與淡水河交接附近。
17世紀中，荷蘭兩度調查時，稱大浪泵社僅十數戶數十多人，但因「北部平埔族兇悍嗜殺，深入布教者多被殺害」（中央研究院，《族群、分布與大遷徙》）因素，實際人數據考應該不只此數目。

## 全盛時期
18世紀前，大浪泵社全境皆為平埔族人所居，並無漢人。直至1709年泉州人陳逢春、賴永和、陳天章、戴伯歧合股立「陳賴章」（取前三人之姓名）墾號，向臺灣府諸羅縣申請開墾大佳臘（艋舺）地方後，才陸續有漢人進駐大浪泵。不過當時大浪泵漢人人數並不多。另外，因施琅發布的渡臺禁令，規定開墾者不得攜家眷至臺，當地漢人多與平埔族婦女通婚。

## 漢化滅絕
18世紀後，因通婚、教育、改名等因素，漢化迅速的大浪泵社於大龍峒地區迅速消失。不過史載仍有1764年業主瑪老及1866年佃首陳曲記（漢名）等大浪泵社知名人士。19世紀，該社正式與大稻埕凱達格蘭族的圭武卒社（Kimoitsi）合併為圭泵社，而當時頭目較知名的有1904年的馬復成（漢名）。
20世紀，逐漸漢化的大浪泵社或圭泵社，連同凱達格蘭族則於台北一併消失滅絕。